# Nelson (region)
Nelson är en av Nya Zeelands 16 administrativa regioner och ett distrikt. Nelson ligger på Sydön och omfattar enbart staden Nelson.  Distriktet har 46 437 invånare (2013).